# КУД „Абрашевић” Лесковац
Културно-уметничко друштво „Абрашевић” из Лесковца јавило се као културно уметничко друштво организованих радника у Лесковцу упоредо са организованим радничким покретом. Његови почеци везују се за прве године 20. века.

## Историја
Прва културно-уметничка друштва у данашњој Србији стварала су се углавном у крилу радничког покрета. Развој културно-уметничких група уопште, па и лесковачког културног-уметничког покрета друштва „Абрашевић”, неодвојив је од развоја радничког покрета у Лесковцу и његовој околини. Активност „Абрашевића” не можемо посматрати одвојено од деловања радничког покрета у Лесковцу. Друштво је прошло кроз исте фазе кроз које је прошао и класни синдикални покрет.
Раднички покрет у Србији јавио се релативно касно, током XIX века. Социјалистичке идеје Светозара Марковића имале су утицаја и на лесковачки крај. Политичка активност његових следбеника утицала је на појаву првих лесковачких социјалиста. Ове идеје у Лесковцу јављају се, у прво време, у редовима занатлија који су чинили већину радничке класе крајем XIX века. 1895. године основано је Радничко занатско удружење. Међу социјалистима и активним радницима на ширењу социјалистичких идеја у Лесковцу најпознатији је био учитељ Петар-Тасић Мусић.
Прва класна радничка организација у Лесковцу било је Лесковачко радничко друштво. Број људи на првој конференцији овог друштва запрепастио је буржоазију. На конференцији је одлучено да се образује радничко друштво. У том периоду, класна савест лесковачког пролетаријата, нагло расте и радници са одушевљењем прилазе покрету а већ 1904. ствара се и месна партијска организација Социјалдемократске партије у Лесковцу. Први штрајк избио је исте године. Стварање радничког покрета пратило је много мука и разочарања. Велики број новооснованих синдикалних пододбора пропадао је после краћег времена.
Покрет је добио нови полет после 1910. године. Те године у Лесковцу образовано је по први пут синдикално веће које окупља раднике и активно ради на обнављању пододбора. При крају те године радници Лесковца добили су раднички дом.
О оснивању, првим почецима и активностима КУД „Абрашевић” у Лесковцу, пре 60-их година XX века, нема скоро никаквих писаних података. Нарочито се мало писало о делатности друштва до 1919. године. Вероватно због тога, у јавности се истицало, што је било погрешно, да је КУД „Абрашевић” основан 1919. године, док је заправо тада само обновљен његов предратни рад. Данашње КУД „Абрашевић” у Лесковцу постојало је и пре 1919. године и имало је славну традицију, дугогодишњи пут тешког али плодног рада који је нераздвојно повезан са борбом радног народа нашег града и околине за економска и политичка права за своје коначно ослобођење.
У формирању културно-уметничких група у унутрашњости, београдски „Абрашевић” одиграо је велику и значајну улогу. По угледу на њега оснивају се у унутрашњости, па и у Лесковцу, културно-уметничка друштва под истим именом и са истим задацима, као секције београдског „Абрашевића” а негде и као самостална друштва.
Иницијатива за оснивање радничке културно-уметничке групе у Лесковцу потекла је од текстилних и других фабричких радника. Текстилни радници су у то време били најбројнији и најорганизованији. Њихов дом био је смештен у кафани „Централ”. У овој кафани окупили су се једног дана на састанку салери, кројачи, обућари, ковачи и др. и дискутовали о културном уздизању радничке класе и оснивању једне синдикалне радничке културно-уметничке групе. 1905. године, одлучено је да се у Лесковцу оснује радничка културно-уметничка група и да се приступи упису чланова. За првог председника ове културно-уметничке групе изабран је Николић Костић-Андикољ. То је био почетак рада рада будућег КУД „Абрашевић” у Лесковцу.
Ова радничка културно-уметничка група имала је у почетку само две секције - дилетантску и рецитаторску. Након оснивања, одмах се приступило припремању програма. Први позоришни комад који је дилетантска група припремила био је „Циганка”. Са овим комадом и неколико рецитација и другим тачкама, после два месеца, организована је приредба у кафани „Централ” која је била одлично посећена.
У прво време најактивнију делатност развила је дилетантска група. Од 1906. године приказивани су комади „Млади радник” и „Закон о радњама”. У комаду „Закон о радњама”, од Р. Караџића, исмејавала се ондашња власт која је из својих класних интереса одуговлачила доношење овог закона а којим је требало да се побољшају услови живота радничке класе уопште. Интересантно је да је у овом комаду Љубомир Николић играо женску улогу јер жена у то време није смела да се појави на сцени.
Од 1905. године, поред драмске и рецитаторске, формирана је у оквиру „Абрашевића” и хорска секција која је називана Радничко певачко друштво. Рецитаторска секција постала је једна од активнијих у склопу друштва. Поред револуционарних песама – рецитација хор изводио је „Интернационалу” као и песме Косте Абрашевића које су за раднике представљале неку врсту радничких химни.
КУД „Абрашевић” ангажовало се и на извођењу програма у другим градовима. Приредбе су организоване у Прокупљу, Врању, Нишу, Куманову. На тај начин друштво је вршило своју културно-просветну мисију.
Године 1906. дата је врло успешна приредба у Прокупљу. Програм је обухватао позоришни комад, хорске песме и рецитације.
Чланови КУД „Абрашевић” били су неизоставни учесници на првомајским прославама и другим манифестацијама које су организовали синдикати и Социјалдемократска партија у Лесковцу.
Друштво је својим приредбама пружало радничкој класи разоноду, припомагало је развитку и уздизању духа радничке класе. Све што је друштво пружало пролетаријату било је у знаку борбе. Оно је помогло да радници постану бољи људи и борци.
Балкански ратови а нарочито Први светски рат прекинуо је даљу револуционарну мисао и делатност КУД „Абрашевић” у Лесковцу.

### Период рада друштва од његовог обнављања до 1929.
До обнављања радничког културно-уметничког друштва „Абрашевић” дошло је непосредно после Првог светског рата, 1919. године, за време консолидације радничког покрета. 1. маја 1919. године, на иницијативу Косте Стаменковића, члана Социјалдемократске радничке партије Југославије (комуниста) и Љубомира Николића, у оквиру прославе међународног празника рада у Светоилијском парку, одржан је састанак групе истакнутих радника из Лесковца ради договора о обнављању Уједињене радничке уметничке групе „Абрашевић” у Лесковцу. Међу овим радницима било је неких који су у друштву радили и пре Првог светског рата. После одлуке о обнови рада КУД „Абрашевић”, тадашњи председник Синдикалног већа у Лесковцу, објаснио је окупљеном народу у парку циљ и значај обнављања рада уметничке групе и позвао присутне на упис у чланство. Тада је на лицу места учлањено преко 20 другова и другарица. Први је уписан Коста Стаменковић који је имао најзапаженију улогу у раду друштва до 1929. године. У овој групи биле су и три жене које су од првих дана постале чланови. То су биле Зора Марковић-Рашкова, Јелена Стурдик – Банамка и Перса Стаменковић – Баљоз, текстилне раднице. Касније друштву приступају и друге жене. Њих су обично доводила браћа или други сродници који су радили у некој од секција „Абрашевића”.
Дана 2. маја 1919. одржан је први састанак уписаних чланова и изабрана је управа коју су сачињавали истакнутији чланови и активнији другови. У ову прву управу ушли су председника Љубомир Николић – Бенић као председник, Коста Стаменковић као секретар, Јован Живковић као благајник и Сава Митић као председник надзорног одбора.
Године 1920. име групе било је промењено у „Луначарски”. Ово руско име група је носила је у време Обзнане због чега је дошло до привремене забране њеног рада и заплене архиве од стране полиције. Полиција је инсистирала на промени имена друштва како би му се дозволио даљи рад. Чланови друштва били су оптужени да воде руску пропаганду. Када су убрзо, после овог разговора, чланови управе предложили да се група назове „Абрашевић” полиција им је одобрила рад. Тада је са радом почела и дечја група под истим именом.
„Абрашевић” је почео са поновним радом и то прво са драмском секцијом али под врло тешким материјалним условима. Како би се друштву омогућио нормалан рад радници су од својих скромних надница одвајали по који динар да би набавили најпотребније ствари или су сами приступали изради кулиса и реквизита. Управа се ослањала само на своје чланство и радничку класу. Програм драмске секције убрзано се припремао. Први позоришни комад који је драмска група припремила била је „Несрећна породица”. То је комад из радничког живота који је написао Љубомир Бенић. У овом комаду он је изнео трагедију једне радничке породице за време балканских ратова 1912—1913. године. Драма је изведена у хотелу „Круна” где је постојала и добра позорница. Публика је радо прихватила извођење комада и зато је поновљен још неколико пута у Лесковцу а затим и у Врању.
Поред „Несрећне породице”, до забране рада КУД Абрашевић, 1929. године, играни су и комади: „Сироче” , „Шаран”, „Рудари”, „Први мај у Немачкој” и др.
У овом периоду КУД „Абрашевић” давао је приредбе и ван Лесковца. Са комадима, рецитацијама и хорским песмама гостовао је у Врању, Куманову, Сурдулици и другим местима. Са друге стране, није био редак случај да су и друга истоимена друштва гостовала у Лесковцу. Такав је случај био нарочито са нишким „Абрашевићем”.
После обнављања рада, друштву је приступио већи број махом млађих другова и другарица, а ступањем у Друштво првог интелектуалца, учитеља Михајла Јовановића званог Мика Брада који је веома лепо свирао на флаути, културно-уметничка делатност радничке класе преко „Абрашевића” почела је интензивније да се развија, нарочито његова хорска секција. Припремане су револуциоарне песме, пре свега Интернационала. У то време често су приређиване забаве, на којима су извођени уметнички програми и држана предавања из живота радничке класе, нарочито о њеном положају у друштву.
Још од почетка рада „Абрашевића” власти су стално пратиле рад друштва. Њихов циљ био је да онемогуће сваку културну делатност радничке класе, па и овог друштва. Међутим, чланови друштва нису се одрекли рада. Под руководством Косте Стаменковића, Благоја Николића и других проналажене су и друге форме рада као што је била сарадња са радничким спортским друштвом са којим су заједнички организовали приредбе, забаве и сл. на којима су се окупљали радници и њихове породице. Сем тога, КУД „Абрашевић” учествовао је у свим прославама и манифестацијама општег карактера. Приређивали су свечане програме у част јубилеја својих чланова и истакнутих бораца радничке класе. Тако су 1925. године учествовали на прослави 20-годишњице Драгољуба Цветковића – Социјала. Драгољуб је годинама, пре и после Првог светског рата, са успехом продавао искључиво радничку штампу.
Чланови „Абрашевића” били су веома повезани са Партијом и напредним радничким покретом у земљи. Често су изражавали солидарност и помагали другим члановима Партије. Тако су 1925. године, после осуде Моше Пијаде, на иницијативу Косте Стаменковића, чланови „Абрашевића” дали прилоге у новцу од чега је купљен кожух, пар чарапа, рукавице и потребан веш.
Због завођења Шестојануарске диктатуре Друштво је морало престати са радом 1929. године.

#### Првомајске прославе
Културно-уметничко друштво „Абрашевић” у Лесковцу било је неизоставан учесник првомајских прослава. Ове прославе, за време комунистичке општине, имале су импозантан изглед. Чланови „Абрашевића” долазили су на ове прославе колективно и организовано. Најпре је организован пролазак кроз град а потом одлазак у Светоилијски парк где се прослава обављала и где се изводио програм.
У организовању прославе првог маја друштво није могла да спречи ни забрана прославе након Обзнане и Закона о заштити државе. Они су одлазили у групама или појединачно у Светоилијски парк, где су се окупљали и остали радници и чак ни полиција није успевала да их спречи у томе. Посебну улогу на весељима имао је хор „Абрашевића”. У овом периоду, по посећености и весељу, посебно се истиче прослава из 1927. године.

### Период рада Друштва тридесетих година двадесетог века
Године 1934. обновљен је рад Друштва и наредне године је имало већ преко 70 чланова, а 1937. је тај број повећан на преко 180. Најпре је формирана само позоришна секција, а марта 1937. и хорска. Значајну помоћ Друштву пружило је Академско позориште. У време штрајкова текстилних радника 1937-1940. године углавном су даване приредбе за штрајкаче. Рад лесковачког Абрашевића поново је забрањен посебним актом Банске управе Вардарске бановине јануара 1941. године, а целокупна имовина која се затекла у просторијама Радничког дома заплењена је и предата режимској организацији ЈУГОРАС (Југословенски раднички савез).